# Ortholomia turneri
Ortholomia turneri är en fjärilsart som beskrevs av George Thomas Bethune-Baker 1904. Ortholomia turneri ingår i släktet Ortholomia och familjen tandspinnare. Inga underarter finns listade i Catalogue of Life.